# Ciclovia dell'Arno
La ciclovia dell'Arno (o ciclopista) è un percorso prevalentemente di interesse paesaggistico, dedicato alle biciclette, per una lunghezza totale di circa 270 km dalle sorgenti del fiume, sul monte Falterona, alla foce nei pressi di Pisa (Bocca d'Arno).
La ciclovia dell'Arno è già percorribile per vari tratti realizzati su territori comunali in riva destra e riva sinistra del fiume, mentre un progetto complessivo per l'intero percorso, che ricongiunga l'esistente e dia continuità e completezza, è stato approvato e finanziato dalla Regione Toscana con vari atti. 
Fra i tratti già realizzati troviamo quello da Arezzo a Levane con il passaggio dal ponte Romito che è stato riconosciuto essere quello della Gioconda, dei Renai, nel comune di Signa, a valle di Firenze, e quello di Rovezzano, a monte, nel comune di Firenze, fino al territorio comunale di Fiesole. Inoltre buona parte dei lungarni nell'area urbana di Firenze (su ambedue le rive), quelli di Pisa ed altri centri di medie e piccole dimensioni dislocati sul fiume.
In tal modo il percorso della ciclovia dell'Arno risulta essere un misto di tratti prettamente paesaggistici e turistici ed altri invece in ambito urbano, con caratteristiche quindi diverse: destinati a spostamenti quotidiani, su grandi direttrici di traffico, di solito poco attraenti sotto l'aspetto ricreativo.
La ciclovia dell'Arno si ispira ai notissimi percorsi cicloturistici europei, come quelli del Danubio, della Drava o in Trentino-Alto Adige ed altre zone del Norditalia, fra cui quello Mincio, ben raffrontabile. Si tratta di ottimi esempi in cui, tramite la realizzazione di infrastrutture dedicate e e ben dotate di servizi, ricettività ecc. si è stati in grado di attirare flussi cicloturistici con forti ricadute economiche per le zone circostanti.

## Tracciato e caratteristiche

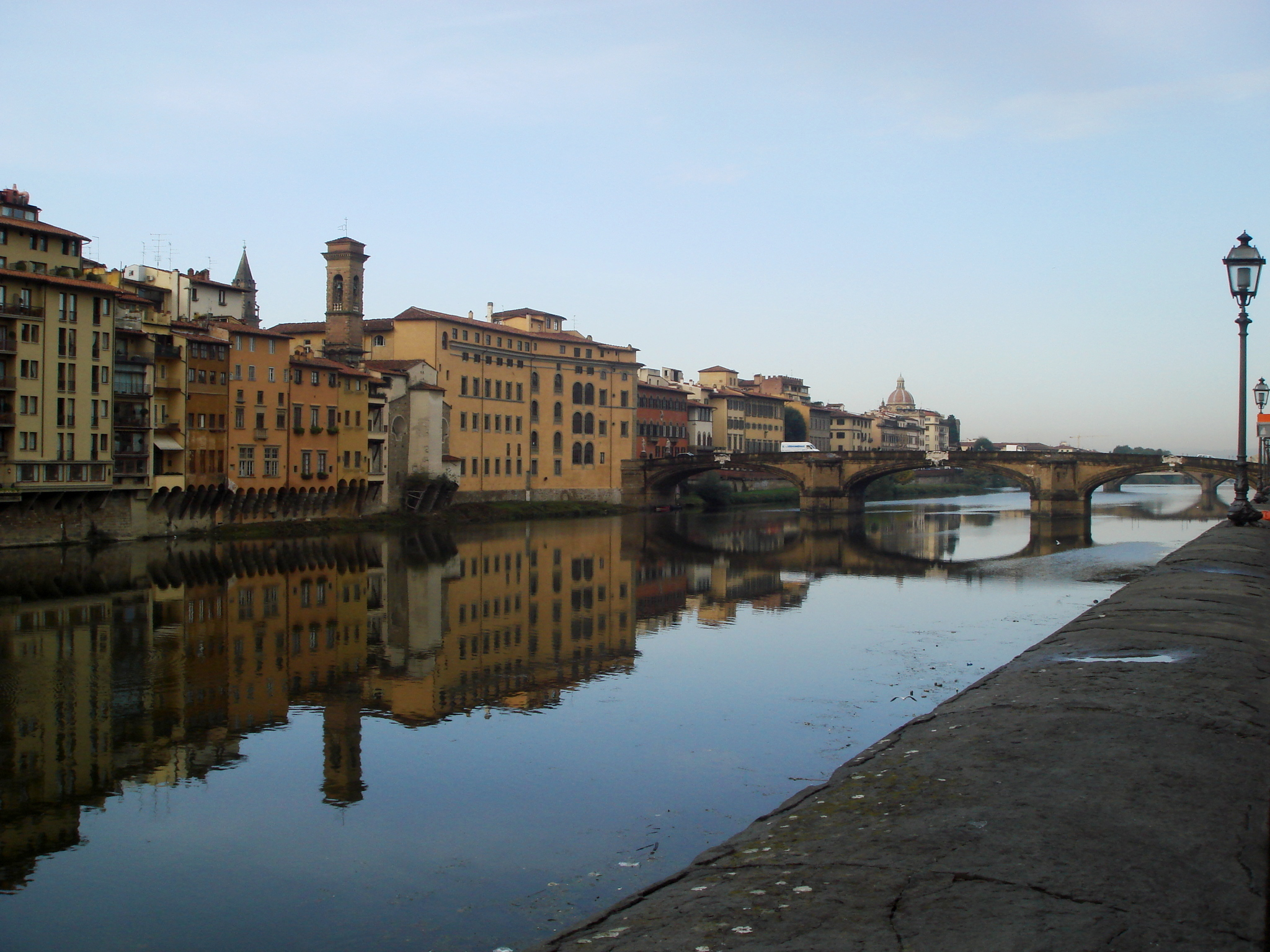
Lungarno ciclabile a Firenze

La ciclovia dell'Arno si snoda interamente in Toscana, nelle province di Arezzo, Firenze e Pisa, e si interseca con vari percorsi nazionali ed internazionali, fra cui il più rilevante è la quello EuroVelo 7 
(Itinerario dell'Europa Centrale, da Capo Nord a Malta con segmento centrale Bologna-Firenze-Roma).
Il tracciato presenta tratti sia di grande interesse paesaggistico e naturalistico che storico, artistico e culturale. Soprattutto il primo segmento di percorso, Casentino e Valdarno superiore, con località come Stia e San Giovanni Valdarno (AR), Figline, Incisa, Rignano, Pontassieve (FI), spicca per grandi attrattive naturali e di paesaggio. 
Firenze e Pisa portano invece i cicloviaggiatori direttamente nel cuore delle città d'arte fra le più famose del mondo. Anche vari centri minori dislocati lungo l'Arno presentano grande interesse storico, artistico e paesaggistico.
L'abitato di Arezzo è raggiungibile dal percorso sull'Arno con una deviazione di meno di 10 km.
Un'altra deviazione degna di nota è quella nel comune di Empoli, con un percorso destinato soprattutto alle mountain bike, sulla cosiddetta via dei Parchi.
Sull'intero percorso sono presenti in modo sporadico strutture ricettive segnalate per l'accoglienza dei cicloviaggiatori (per es. con possibilità di ricovero e piccole riparazioni delle biciclette). In molti casi si tratta di agriturismi, tipologia molto diffusa nella regione, in altri di ricettività alberghiera tradizionale, dei più svariati livelli. In alcuni casi le strutture ricettive non sono direttamente sul percorso, cioè le rive dell'Arno, ma a distanze fino a circa 20 km, talvolta in collina e con la necessità di salite più o meno impegnative.
I percorsi stradali possono essere a basso traffico (per es. strade bianche o di collegamento con frazioni di abitati) oppure con traffico intenso, veloce e con rilevanti quote di veicoli pesanti. In molti casi è possibile aggirare tali tratti stradali, con allungamenti di varia entità.
Particolarmente problematiche sono le aree industriali e commerciali, quasi sempre su strade provinciali o nazionali. La struttura produttiva e socio-economica dislocata sull'intero percorso è infatti caratterizzata da numerosi insediamenti che vanno da fabbriche di medie o grandi dimensioni e centri commerciali fino a fitti tessuti artigianali e di piccola impresa. Dal punto di vista paesaggistico questa composizione è di frequente non eccessivamente invasiva, lasciando quindi aperte molte visuali fruibili.

## Tratto casentinese

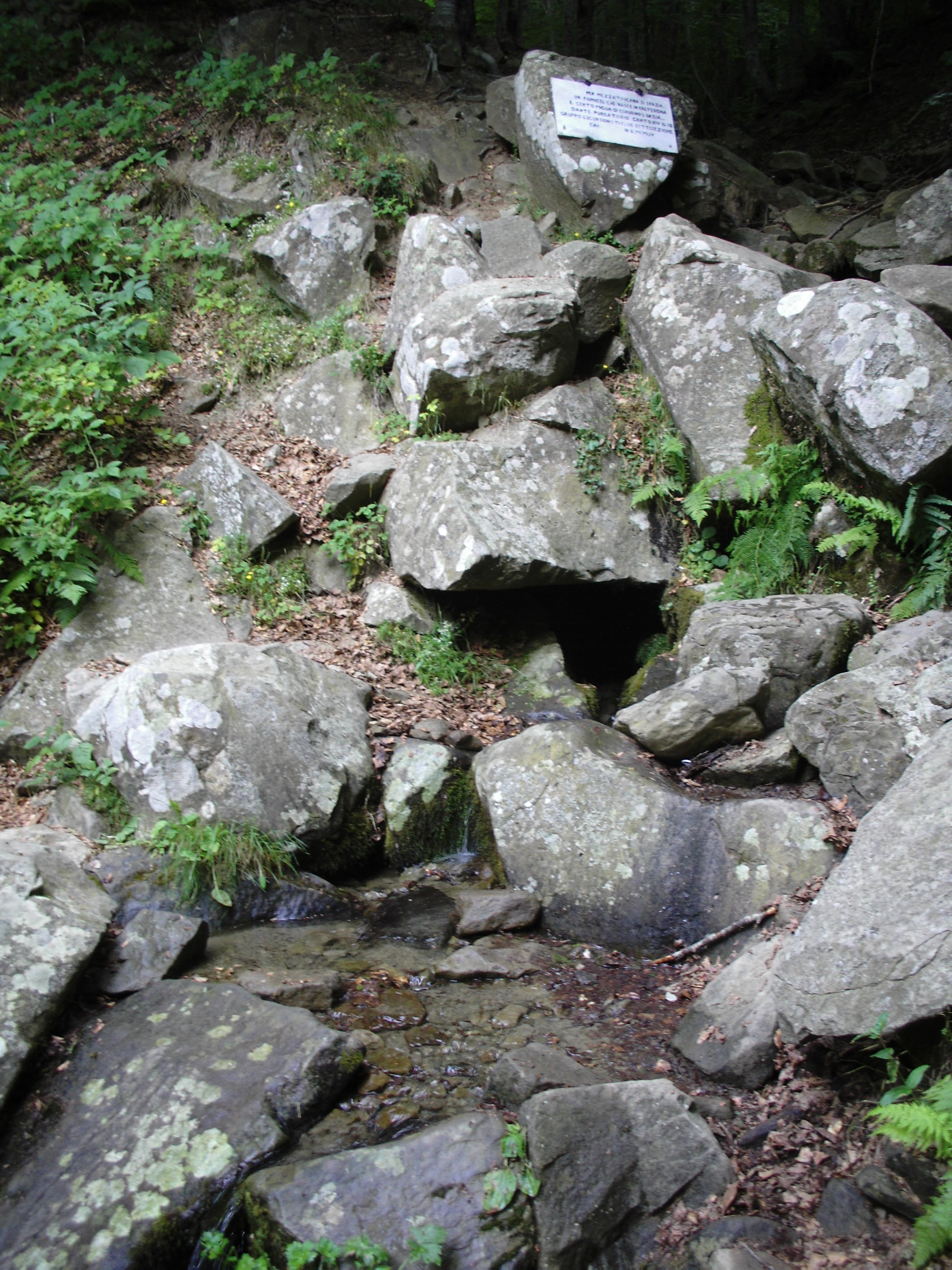
Sorgenti dell'Arno

Il tracciato casentinese della ciclopista si snoderà da Stia a Ponte Buriano (Arezzo).
Si descrivono di seguito i tratti già realizzati e percorribili, che si sviluppano per circa 40 km totali.
Nel 2016, per iniziativa dell'Unione dei comuni montani del Casentino, è stato aperto il primo tratto dalle Macee (nei pressi di Bibbiena, lungo la provinciale per Ortignano Raggiolo) fino a Rassina. Il tratto è lungo 7 km, è interamente pianeggiante e decorre lungo le rive dell'Arno, lontano da strade trafficate; è collegato alle stazioni ferroviarie di Bibbiena e Rassina. Il tracciato è collegato direttamente alla ciclopista del torrente Teggina (Vie del Castagno) e si può raggiungere, al momento solo tramite strade aperte al traffico, anche la pista del torrente Archiano (intitolata a Buonconte da Montefeltro). Un unico tratto, dal ponte per Terrossola fino al ponte presso Bibbiena Stazione, è in comune con una strada secondaria a basso traffico automobilistico.
I tratti Stia-Borgo alla Collina-Strada in Casentino (11 km) e Bibbiena-Poppi (5 km) sono stati inaugurati nel 2019.
La pista Macee-San Piero in Frassino (Vie del Castagno) è stata realizzata dal Comune di Ortignano Raggiolo; il percorso è suggestivo e pianeggiante per circa 3 km (con un ultimo tratto molto ripido adatto a ciclisti allenati).
La pista ciclabile dell'Archiano, realizzata dal Comune di Bibbiena, parte da Bibbiena Stazione (in prossimità del ponte sull'Archiano) e conduce a Soci e poi a Pàrtina, con percorso pianeggiante di circa 6 km. Nel 2020 è stata realizzata la prosecuzione fino a Camaldoli nel Parco Nazionale delle Foreste Casentinesi (8 km adatti prevalentemente alle MTB).
Tutti i tracciati sono prevalentemente pavimentati con ghiaia fine e sono chiusi al traffico, risultando molto adatti ai bambini. Sono percorribili anche con bici da strada.
Le piste ciclabili del Casentino hanno riscosso molto successo sin dall'apertura. Sono molto utilizzate sia dagli sportivi (ciclisti e podisti) che da utenti di tutte le età per semplici passeggiate, come luogo di aggregazione sociale e anche per gli spostamenti casa-lavoro. Svolgono anche un'ottima funzione di collegamento tra i vari percorsi per mountain bike che si snodano nella valle, consentendo di evitare le strade più trafficate del fondovalle. 
I rimanenti tratti ancora da realizzare (Borgo alla Collina-Poppi, 5 km e Rassina-Ponte Buriano, 27 km) sono in fase di progettazione da parte dell'Unione dei Comuni Montani del Casentino.
Presso Ponte Buriano la ciclovia dell'Arno si collegherà con il sentiero della Bonifica, percorso ciclabile realizzato dalle province di Arezzo e Siena, totalmente pianeggiante per oltre 50 km lungo il canale Maestro della Chiana (raggiunge Chiusi in provincia di Siena).

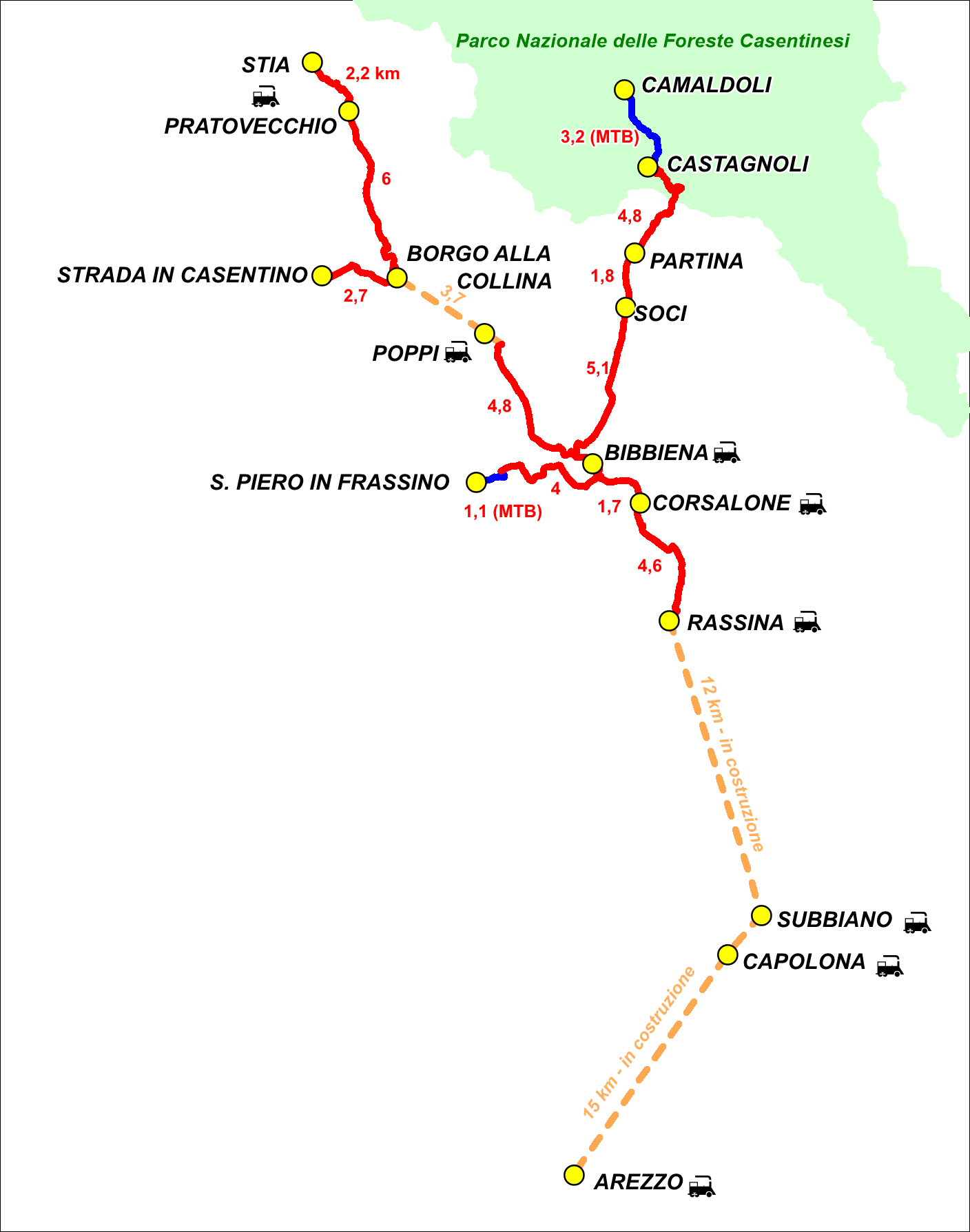
Schema delle piste ciclabili del Casentino (2020)

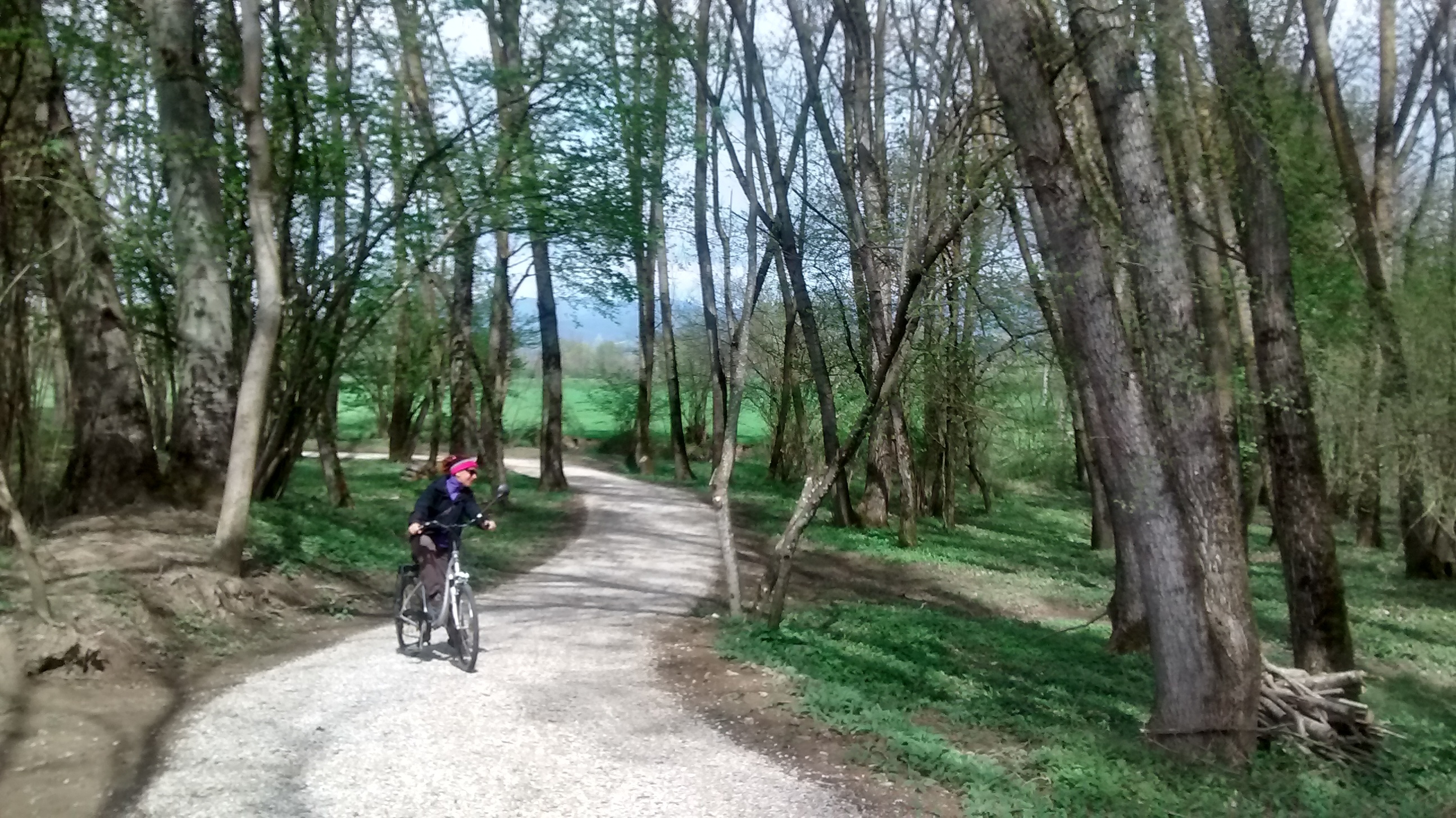
Pista ciclabile dell'Arno in Casentino presso le Macee

## Criticità
Il percorso della Ciclovia dell'Arno non è attualmente incluso nella rete europea EuroVelo gestita dall'organizzazione European Cyclists' Federation.
Esso coincide in parte con il percorso 7 della rete Bicitalia (Ciclovia Romagna-Versilia), soltanto per circa la metà del percorso, quello tirrenico che finisce però a Viareggio e non a Pisa; l'altra parte collega l'Adriatico (Rimini) con lo spartiacque appenninico.
Il progetto di realizzazione dell'intera ciclopista dell'Arno, che dovrà anche collegare i tratti già esistenti, è oggetto di varie critiche. Fra di esse:
- la scelta di molti segmenti di tracciato tiene conto solo dell'aspetto ciclo-turistico, ignorando la valenza di collegamento fra agglomerati urbani del bacino dell'Arno e fra di essi e le stazioni ferroviarie, con relativo pendolarismo quotidiano
- la scelta di tracciati a doppia valenza turistica e di collegamento per gli spostamenti casa-lavoro sarebbe pienamente compatibile
- l'eventuale realizzazione di spezzoni isolati, poco o nulla attraente per flussi cicloturistici, non giustificherebbe i costi da sostenere per quel solo scopo, mentre avrebbe un positivo rapporto con i benefici per la valenza di collegamenti casa-lavoro e casa-scuola

Scorci della ciclovia dell'Arno

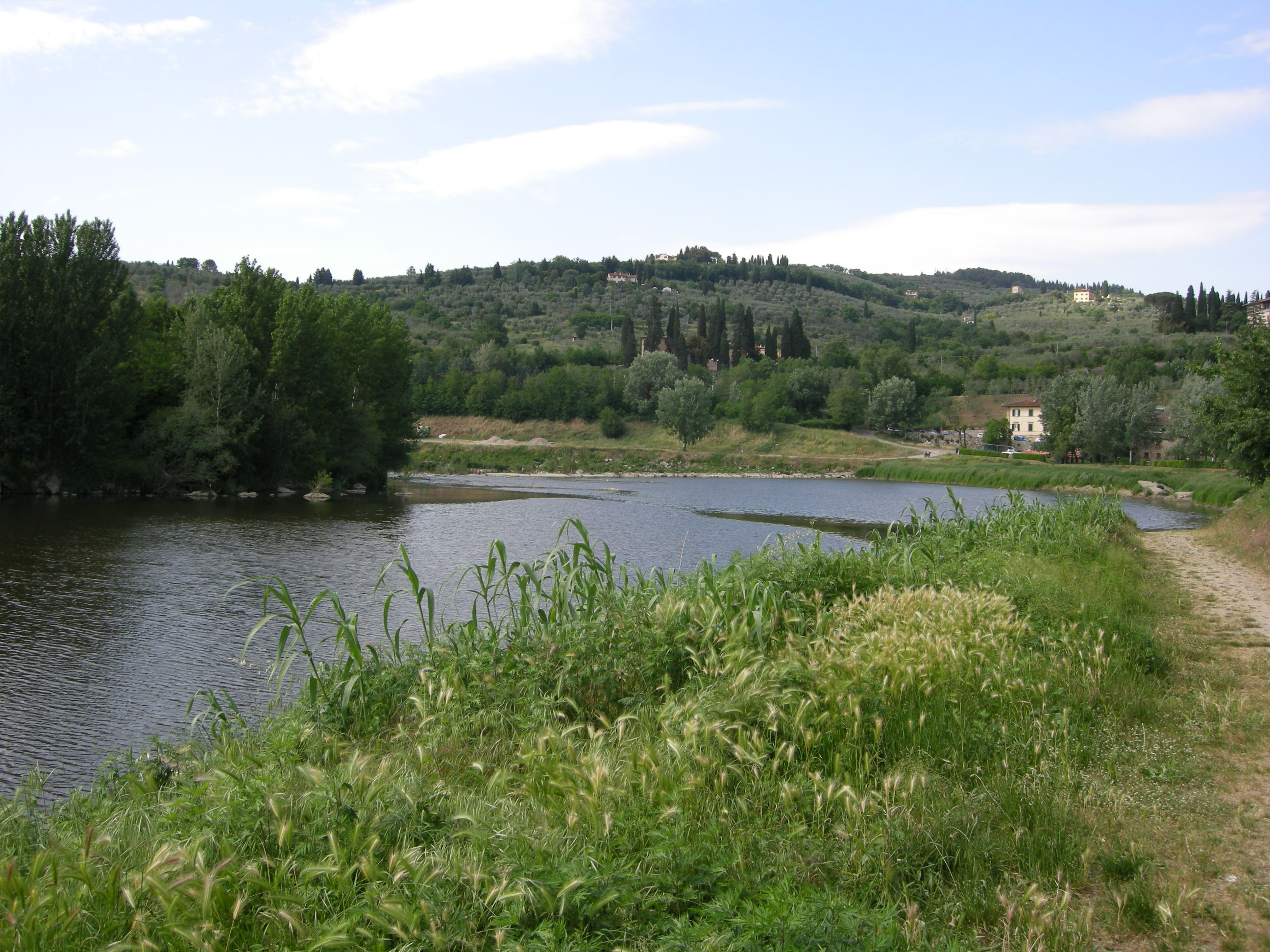
Pista ciclabile sull'Arno, località Girone, Fiesole
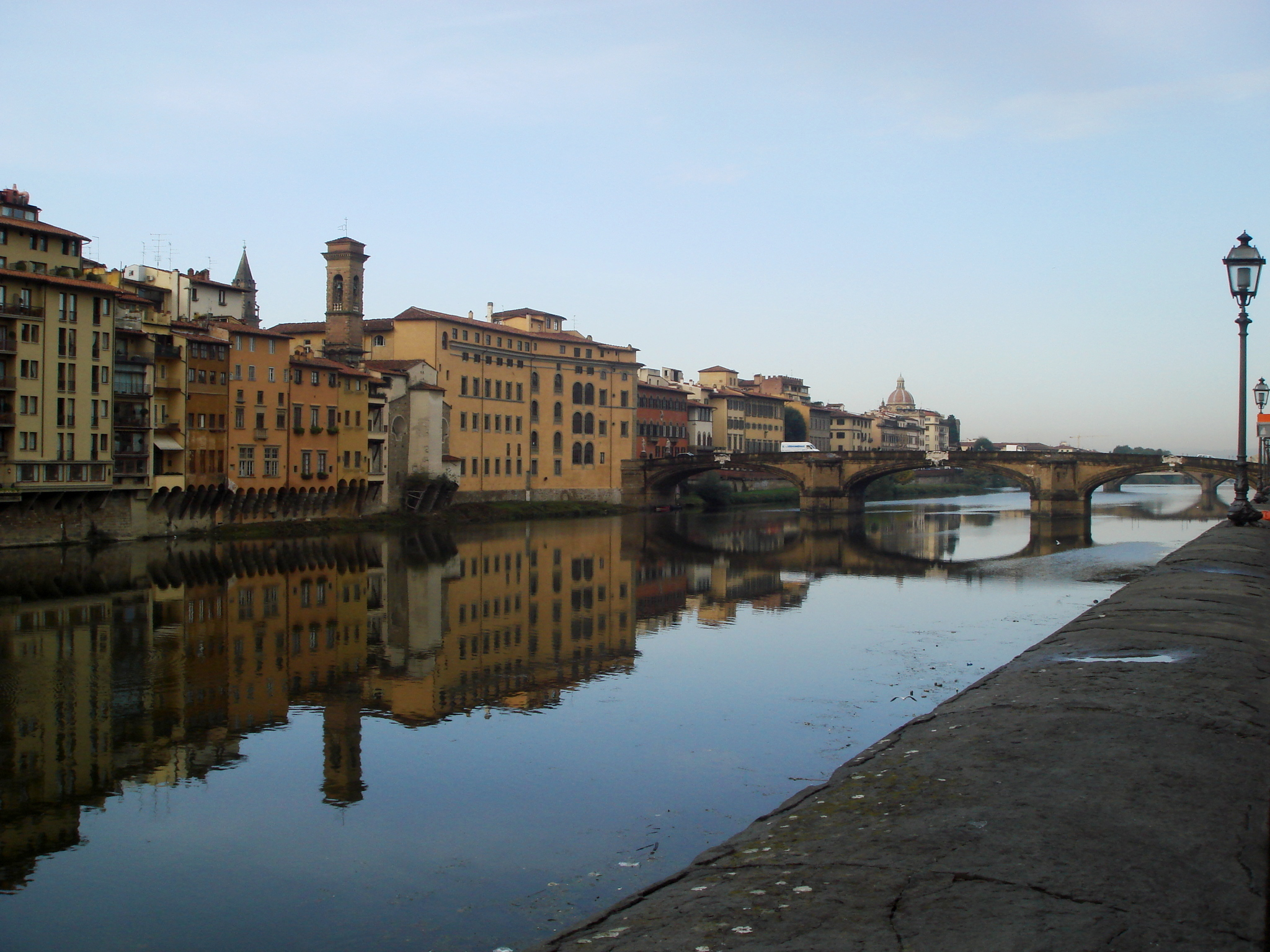
Lungarno ciclabile a Firenze
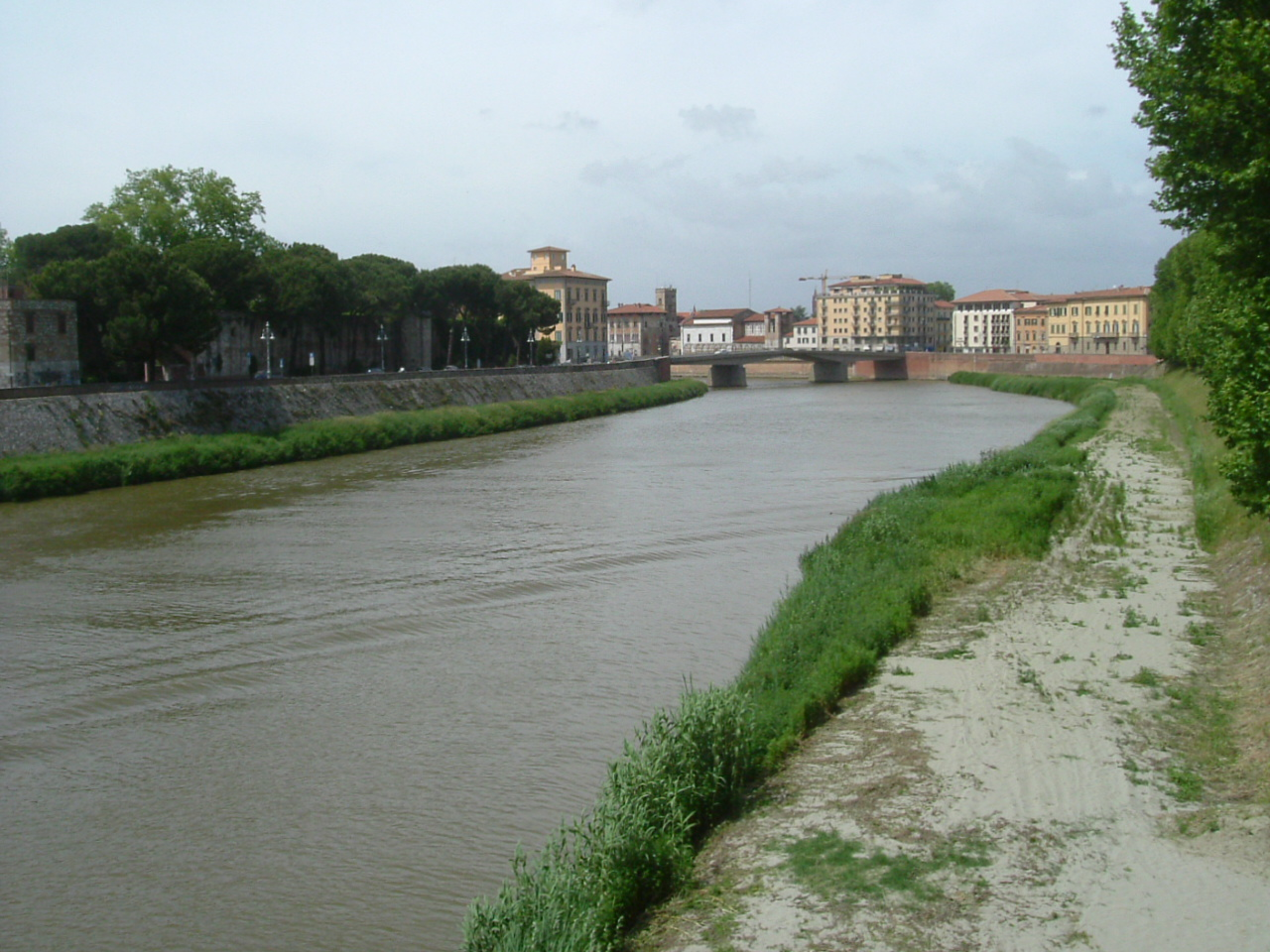
Arno a Pisa, argini ciclabili
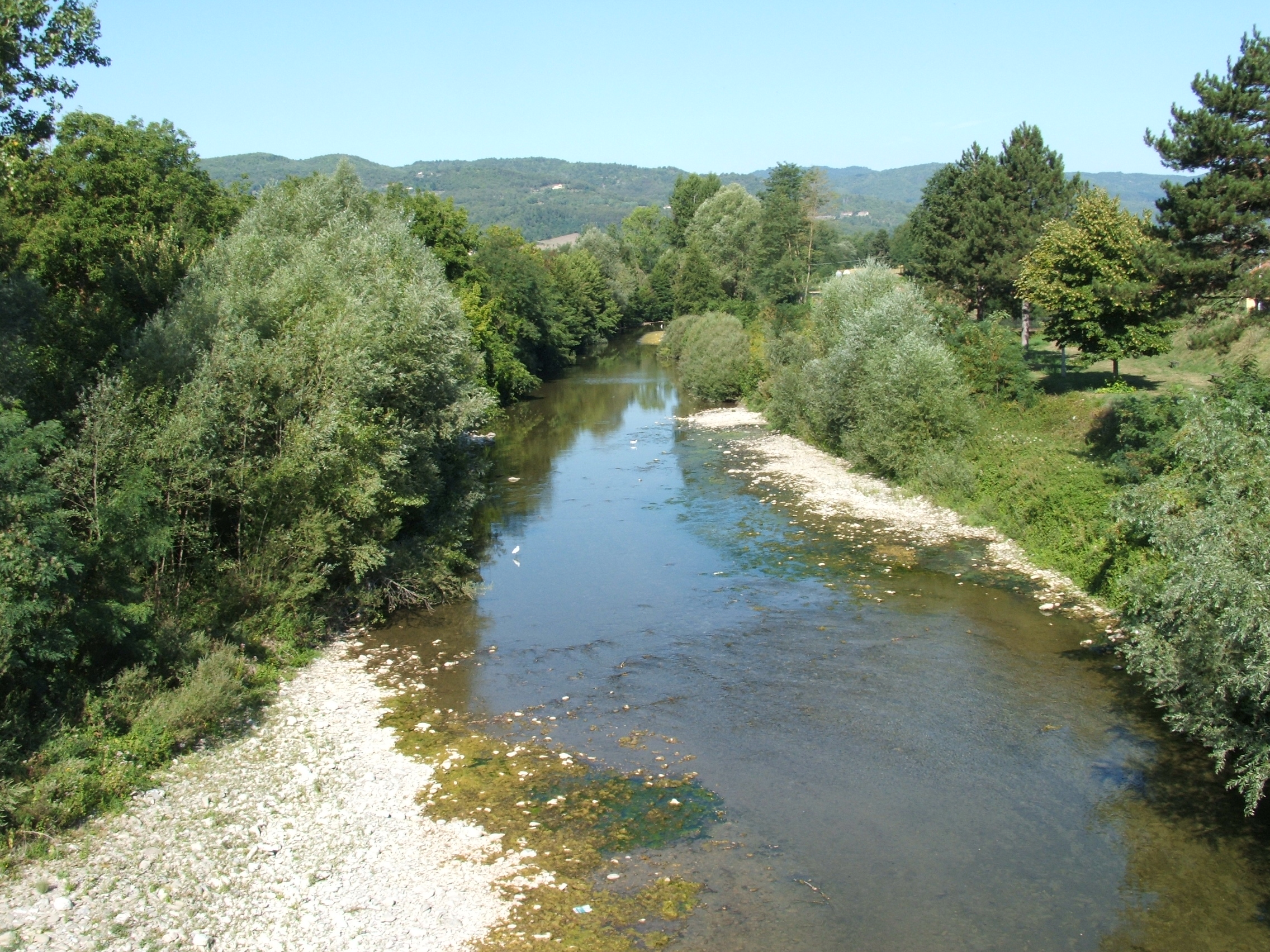
Arno a Poppi (AR)